# UTC-4

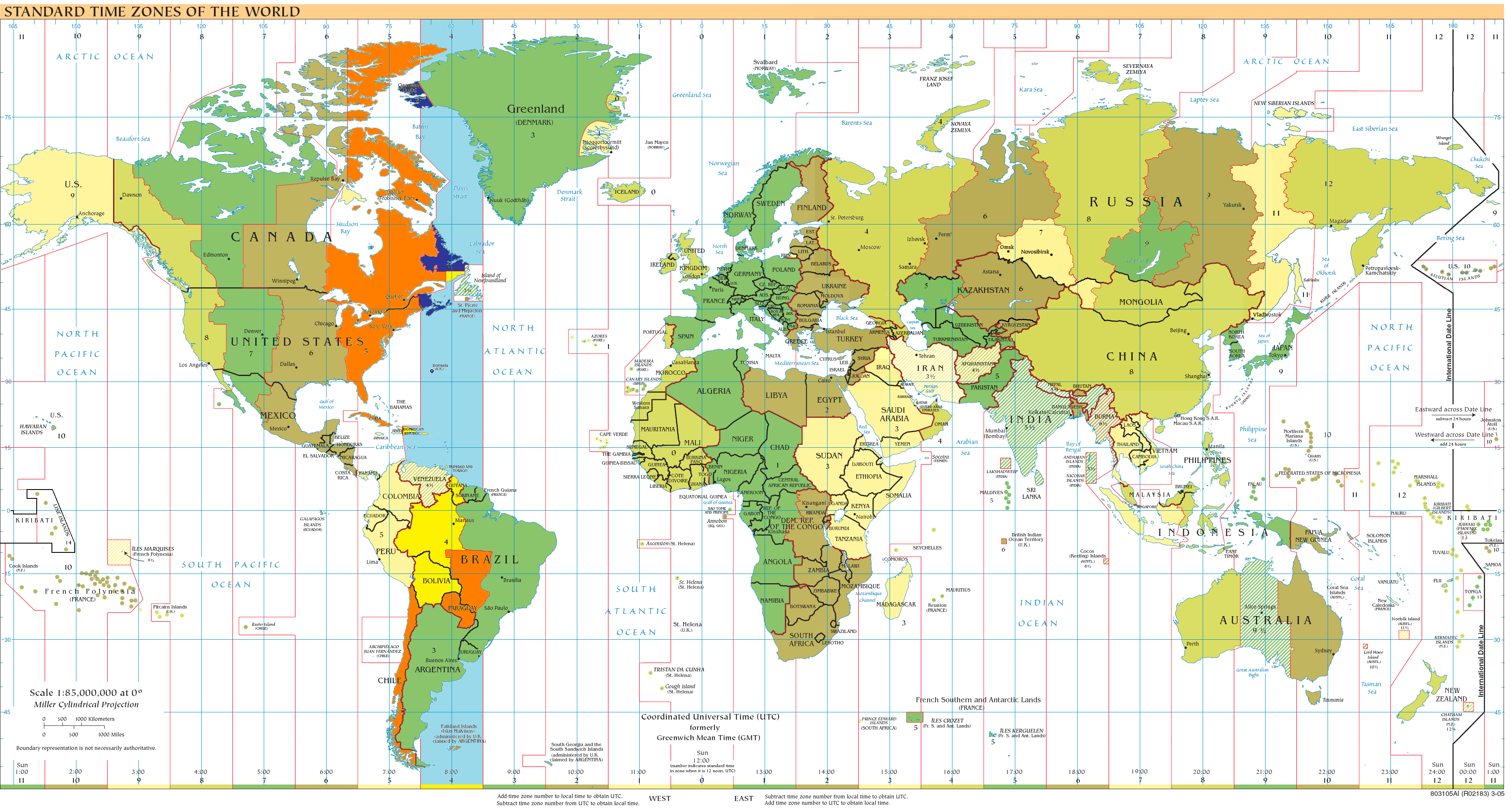
UTC-4: 藍-12月前後に適用、橙-6月前後に適用、濃黄-通年適用、水色-海域

UTC-4とは、協定世界時を4時間遅らせた標準時である。

## 該当地域

### 標準時（通年）
- ガイアナ
- 大西洋標準時 - AST
  -  アルバ（オランダ領）
  -  カナダ
    - ケベック州コート・ノール地域のうち、西経63度線以東

  -  アメリカ領ヴァージン諸島
  -  アンギラ（イギリス領）
  -  アンティグア・バーブーダ
  -  イギリス領ヴァージン諸島
  -  キュラソー（オランダ領）
  -  グアドループ（フランス領）
  -  グレナダ
  -  サン・バルテルミー（フランス領）
  -  サン・マルタン（フランス領）
  -  シント・マールテン（オランダ領）
  -  セントクリストファー・ネイビス
  -  セントビンセント・グレナディーン
  -  セントルシア
  -  ドミニカ共和国
  -  ドミニカ国
  -  トリニダード・トバゴ
  -  バルバドス
  -  プエルトリコ （米国領）
  -  ボネール、シント・ユースタティウスおよびサバ（オランダ領）
  -  マルティニーク（フランス領）
  -  モントセラト（イギリス領）
- ブラジル（アマゾン時間）
  - アマゾナス州（南西部を除く）
  - マトグロッソ州
  - マットグロッソ・ド・スル州
  - ロライマ州
  - ロンドニア州
- ベネズエラ
- ボリビア

### 標準時（北半球冬）
- 大西洋標準時 - AST
  -  カナダ
  - ケベック州のうち、マドレーヌ諸島
    - ニューファンドランド・ラブラドール州
      - ラブラドール地方（南東部を除く）

    - ニューブランズウィック州
    - ノバスコシア州
    - プリンスエドワードアイランド州

  -  グリーンランド
    - チューレ空軍基地

  -  バミューダ（イギリス領）

### 標準時（南半球冬）
- チリ
  - アイセン・デル・ヘネラル・カルロス・イバニェス・デル・カンポ州、マガジャネス・イ・デ・ラ・アンタルティカ・チレーナ州を除く大陸部
- パラグアイ
- 南極
  - パーマー基地（英語版）

### 夏時間（北半球）
- 東部夏時間 - EDT
  -  アメリカ合衆国
    - 東部標準時採用地域

  -  カナダ
    - オンタリオ州のうち、西経90度線以東
    - ケベック州のうち、西経63度線以西
    - ヌナブト準州のうち、サウサンプトン島を除く西経85度線以東

  -  キューバ
  -  タークス・カイコス諸島（イギリス領）
  -  ハイチ
  -  バハマ

## 歴史
ブラジルのパラ州はかつて西部で UTC-4、東部でUTC-3 を用いていたが、2008年より全州で UTC-3 となった。
またアマゾナス州南西部とアクレ州では2008年まで UTC-5 が用いられていたが、2008年6月24日、1時間進めた結果、UTC-4 の時間帯の一部となった。しかし、2013年11月10日にUTC-5の時間帯に戻された。
ベネズエラでは2007年に本時間帯から30分遅らせたUTC-4:30を採用したが、2016年5月1日にUTC-4へ戻された。